# Honneur et Patrie (Résistance)
Pour les articles homonymes, voir Honneur et Patrie.

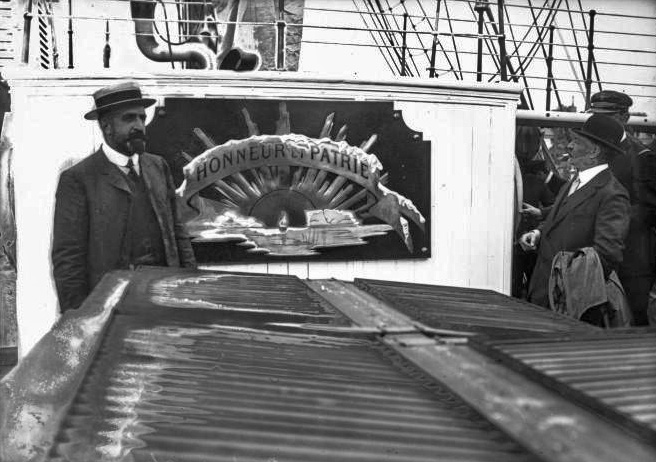
Plaque "Honneur et Patrie" du Pourquoi-Pas ?

Honneur et Patrie est un mouvement de Résistance créé dès 1940 à Angers autour de Barbara et Victor Chatenay (1886-1985), ultérieurement sénateur puis député, maire d'Angers de 1947 à 1959 et membre du Conseil constitutionnel de 1959 à 1962.